# Стенкілі
Стенкілі, дім Стенкілів, династія Стенкілів (швед. Stenkilska ätten) — шведська королівська династія, чиї нащадки перебували на шведському троні з 1060 по 1125 рік, імовірно походить із західного регіону Вестергетланд.

## Представники династії Стенкілів

### Урядувавші представники
Усього з даної династії на троні Вестергетланду або Швеції перебували:
- 1060—1066 : Стенкіль[2]
- 1066—1067 : ?Ерік VII Стенкілссон, існує непідтверджена теорія про те, що він був сином Стенкіля.
- 1067—1070 : Гальстен Стенкльссон (Хальстен), син Стенкіля.
- 1079—1084 : Інге I Старший (Inge den äldre), син Стенкіля.
- 1084—1087 : Свейн Кривавий (Blot-Sven), імовірно, що був родичем дружини Інге I Старшого.
- 1087—1110 : Інге I Старший (Inge den äldre), друге царствування.
- 1110—1118 : Філіпп (Filip Halstensson), помер бездітним.
- 1110—1125 : Інге II Молодший (Inge den yngre), помер бездітним. З його смертю династія Стенкілів обірвалася.

### Нащадки по жіночій лінії
Вказані роки правління
- приблизно 112 — прибл. 1130: Магнус I (також відомий як Магнус I Готландський). Інформація про дану персону взята з сайту шведського королівського двору, позначивши його як члена династії Стенкілів; був старшим сином Інге I Старшого.
- прибл. 1150 — прибл. 1160: Ерік IX Святий, який був одружений з Христиною, що була, згідно зі скандинавською історіографічною традицією, дочкою дочки Інге І Старшого. Дане подружжя стало початком династії Еріка.
- прибл. 1155—1167 — Карл VII — його мати була вдовою Інге II Молодшого. Він був одружений з Кірстен Стігсдаттер (швед. Kirsten Stigsdatter), яка, традиційно вважається у скандинавській історіографії дочкою дочки дочки Інге I Старшого. Це подружжя стало родоначальницею роду Сверкерів.
- 1160—1161 — Магнус II. Інформація про дану персону взята з сайту шведського королівського двору, позначивши його як члена династії Стенкілів; деякими дослідниками називається останнім монархом з роду Стенкілів, що є генеалогічно оспорюваним фактом; був сином дочки Рагвалда, сина Інге I Старшого.